# 琴のそら音
『琴のそら音』は、夏目漱石の短編小説である。明治38年（1905年）5月小山内薫の主宰する雑誌「七人」に掲載され、明治39年5月、『倫敦塔』、『幻影の盾』『趣味の遺伝』とともに『漾虚集』に収録され出版された。超自然的な現象を描くことも多い夏目漱石の作品のなかでは異色な作品である。

## あらすじ
主人公は婚約者の母親が選んだ迷信好きの婆さんに世話されて住んでいる。幽霊を研究している心理学者の友人のところで、出征している夫が持っていった鏡に妻の姿が映って、夫が問い合わせるとその日は妻が死んだその時だったという話を聞かされる。婚約者も 風邪をひいていた。友人の部屋をでて、夜道を帰ると雨は降り出し、葬式の一行にも出会う。さまざまな不吉な感じにとらわれて家に戻ると、婆さんが迎えに出て、今夜は犬の遠吠えが違っていると言い張る。不安な気持ちで翌朝早朝から、婚約者の家を訪ねると、婚約者の風邪はとっくに治っていた。何の用だと聞かれても、うまく答えられずに困り果てる。その後に床屋では狸が人を化かすという話などの会話を聞く場合などが描かれる。